# Anlier (plaats)
Anlier is een dorp met ongeveer 300 inwoners in de Belgische provincie Luxemburg en sinds de fusie van 1977 een deelgemeente van de gemeente Habay.
Anlier ligt aan de voor de regio belangrijke nationale weg N40 tussen Neufchãteau en Aarlen.
In tegenstelling tot de rest van de gemeente, die tot de Gaume wordt gerekend, ligt Anlier in de Ardennen. Het dorp ligt aan het riviertje met dezelfde naam: de Anlier.
In 1977 werd het grondgebied van de vroegere gemeente Anlier in drie delen gesplitst:
- de dorpskern werd als deelgemeente bij Habay gevoegd
- de dorpen Behême, Louftémont en Vlessart samen met het westelijk deel van het Forêt d'Anlier werd bij Léglise gevoegd
- het oostelijk deel van het Forêt d'Anlier werd bij Martelange gevoegd

De deelgemeente verloor hierbij 75% van de oppervlakte en ruim de helft van het aantal inwoners van de vroegere gemeente.
De parochie Anlier, Onze-Lieve-Vrouw ten Hemelvaart, omvat de dorpen Anlier en Behême. De parochiekerk heeft een koor uit de 17e eeuw. Het schip en de toren dateren van 1849.

## Naam
De oorspronkelijke naam van de plaats was Anslār, bestaande uit ans "god, godheid" en lār (modern laar) "bosachtig, moerassig terrein".

## Demografische ontwikkeling
Bron: NIS; Opm:1806 t/m 1970=volkstellingen; 1976=inwoneraantal op 31 december
Deelgemeenten: Anlier · Habay-la-Neuve · Habay-la-Vieille · Hachy · Houdemont · Rulles

Overige dorpen: Harinsart · Marbehan · Nantimont · Orsainfaing · Pont d'Oye

Belgische gemeenten · Arrondissement Virton · Luxemburg · Wallonië